# フラッシュバックス
『フラッシュバックス』はティモシー・リアリーの自伝。1983年に刊行。日本語版は、山形浩生の監訳で、1994年にトレヴィルより刊行。

## 序文
- ウィリアム・S・バロウズ
- 伊藤穣一（邦訳版）

## スタイル
よく自伝にあるような、幼少期から順番に語っていくということをしない。子供もすでにいる中年期に起こった妻の自殺事件から始まり、そこからは原則としては時間順に語られていくが、時折、少年期､青年期に戻ったりすることもある。ヴォネガットの「スローターハウス5」ほどバラバラな時間感覚の記述ではない。

## 内容

### 第一部　メタモルフォシスー古きものの終焉
妻に先立たれたリアリーは、オルダス・ハクスリーらとの出会いによりドラッグによる意識改革の普及を決意する。
詩人アレン・ギンズバーグの導きで、ビートニク作家ジャック・ケルアックらにドラッグ投与したが、男性は意識改革に対して保守的だと分かる。ケルアック以外にも、生真面目な詩人や前衛的編集者バーニーらも、そこにいた。バーニーの恋人であった黒人女性ゼルダはドラッグ体験に積極的であり、バーニーの消極性に愛想を尽かし、しばらくリアリーのところに転がり込んで同棲生活を営むが、彼女の先進性についていけず、亡き妻を忘れることもできないリアリーは、彼女と別れてしまう。
ドラッグの普及にいまだ弱腰なリアリーに、ビート・ジェネレーションのシンボルともいえるニール・キャサディが、バイロンやパーシー・シェリーら英国ロマン派詩人がドラッグからインスピレーションを受けて創作した例を挙げて檄を飛ばす一幕が描かれた。
アーサー・ケストラーと出会っている。リンケルという精神科医と論争になり、ケストラーが、ある精神病理学者がリンケルのせいで自殺したと主張する模様が描写される。その後、ケストラーはリアリーからもらったドラッグでトリップするが、努力抜きで薬物で手軽に得られるような精神解放を蔑視するような発言をする。リアリーは、彼をラッダイトのようだと揶揄する。
ハーバード大でケルマン教授から非難されたことが新聞に出てしまい、麻薬調査官から訪問を受ける。彼はリアリーと同じアイルランド人で、リアリーの同名の叔父を誇りに思っていたため、好意的だった。その後、政府がリアリーと同様の研究を秘密に行っていて、ケルマンの抗議もそれが原因であるとの密告を彼から受ける。メアリー・ピンチョットという女性活動家からも接近され、協力を乞われる。その後、とうとうハーバードを去る。
その後、実験を行える場所として、メキシコやドミニカ共和国を渡り歩く。

### 第二部　幼形進化ー若返り
ケネディ大統領暗殺事件と同じ日にハクスリーが死ぬ。

### その他
- 一部と二部の間に、リアリーの生の足跡を表す写真群のページ群がある。

## 反響
- 1994年師走の段階で、映画化の企画が進行中だったという。インタースコープ社のテッド・シールズが出資したという[1]。